# 佐々木美乃里
佐々木 美乃里（ささき みのり、1996年〈平成8年〉8月16日 - ）は、日本の元歯科衛生士、グラビアアイドル、レースクイーン、女優、タレント。岐阜県出身。名古屋美少女ファクトリー（NBGF）所属。愛称は「みのりん」。

## 略歴
姉の影響で20歳の頃から歯科衛生士として働き始めたが、名古屋駅でのスカウトをきっかけにモデル業を始め、撮影会やファッションショーなどに出演。2022年9月より、スーパー耐久『テクノファーストレディ』にスポットで途中参加した。
2023年、SUPER GT500クラス『ZENT sweeties』のメンバーに抜擢され、自身初のSUPER GTレースクイーンを務める。同年7月17日、『日本レースクイーン大賞2023』新人部門に於いて実行委員会特別賞と東京中日スポーツ新人賞をW受賞。同8月2日、東京オートサロンの公式イメージガールユニット『A-class』の2024年度メンバーに選出。翌2025年度も引き続きA-classメンバーを務める。
2024年10月公開の映画『さよならは5月の風のように』（加藤行延監督）で映画初主演。この年はTEAM CERUMOのメインスポンサーがKeePer技研に変更されたことに伴い、2022年以来2年ぶりとなる『KeePer Angels』を友野ゆみと共に担当。翌2025年も友野と共にKeePer Angelsを務めている。また『ラフィーネレディ』としてスーパー耐久・TEAM ZEROONE（ST-Zクラス）のレースクイーンを2024年・2025年の2年連続で務める。
2025年1月11日、日本レースクイーン大賞から大会名を変更した『レースアンバサダーアワード2024』にて大賞5名の中に入った他、週刊プレイボーイ賞と東京中日スポーツ賞も受賞。特に東京中日スポーツ賞は2年連続となった。同年5月19日発売の週刊プレイボーイ22号において単独グラビアが掲載される。

## 人物
- キャッチコピーは「美しすぎる歯科衛生士」[3]。今は芸能活動に専念するため、歯科衛生士は辞めている。
- チャームポイントは「歯」
- セクシーポイントは、「形の綺麗なふんわりバスト」
- 小学生の頃にバスケットボール部で全国大会に出場し[1]、中学からバドミントンを始め高校へはバドミントンのスポーツ推薦で入学した[1][4]。
- 特技はスポーツ、歯磨き[1]。
- 趣味は旅行、美容研究[1]。
- 好きな食べ物は海老とフルーツ。嫌いな食べ物はネギ[2]。
- 歯科衛生士免許、毛筆書写検定4段の資格を持つ[2]。
- 講談社「ベストカー」の企画『ベストカーレースクイーン名鑑』では2023年度のグランプリに選ばれており、矢沢隆則は「礼儀作法から立ち振る舞いまでしっかりしている印象。キャンギャルのお手本ともいえる笑顔も魅力的です」と評している[18]。

## レースクイーン歴
| 年     | カテゴリー   | クラス | チーム名                                 | 他メンバー | 備考     |
| ------ | ------------ | ------ | ---------------------------------------- | --- | -------- |
| 2022年 | スーパー耐久 | ST-Z   | テクノファーストレディ                   | 小林ソラ・葵成美 | [ 5 ]    |
| 2023年 | SUPER GT     | 500    | ZENT sweeties （TGR TEAM ZENT CERUMO）   | 松田蘭・黒木麗奈・相沢菜々子 寺地みのり・下光リコ                                                                   | [ 注 4 ] |
| 2024年 | SUPER GT     | 500    | KeePer Angels （TGR TEAM KeePer CERUMO） | 友野ゆみ | [ 12 ]   |
| 2024年 | スーパー耐久 | ST-Z   | raffinée Lady (TEAM ZEROONE)             | (2024raffinée Lady) 央川かこ、辻門アネラ、一ノ瀬のこ 一之瀬優香、佐々木美乃里、林れむ (raffinée μ's)：RiO、広瀬晏夕 |          |
| 2025年 | SUPER GT     | 500    | KeePer Angels （TGR TEAM KeePer CERUMO） | 友野ゆみ | [ 14 ]   |
| 2025年 | スーパー耐久 | ST-Z   | raffinée Lady (TEAM ZEROONE)             | (2025raffinée Lady) 央川かこ、佐々木美乃里、林れむ 日南まみ、石垣果蓮、森谷花香 (raffinée μ's)：RiO、広瀬晏夕       | [ 15 ]   |

## 出演

### イベント
- Tokyo Another Collection 2022（2022年8月2日・KT Zepp Yokohama）[3]

- MISS JAPAN AMBASSADOR 2023 (2023年3月14日)第3位受賞

- 2023 FIA 世界耐久選手権『富士6時間耐久レース』（2023年9月8日 - 10日、富士スピードウェイ） - WECグリッドガール[注 5]

- 『美 CELEBRATION』TMあいち60周年ディナーショー (2023年10月30日)出演

- 2024 FIA 世界耐久選手権『富士6時間耐久レース』（2024年9月13日 - 15日、富士スピードウェイ） - WECグリッドセレモニーガール[注 6]

- 東京オートサロン クアラルンプール2024（2024年11月8日 - 10日、マレーシア国際貿易展示場） - A-class2025として出演[22]

### ドラマ
- メ～テレ60周年ドラマ『最終列車で始まる恋』(2023年1月15日 - 29日放送)出演[23]

### 映画
- さよならは5月の風のように（2024年公開） - 初主演[10]

### 動画配信
- 笠松けいば金曜日ライブ レギュラーMC（2023年1月 - ）[24]